# Унге, Вильгельм Теодор
Барон Вильгельм Теодор Унге — военный инженер, изобретатель одной из первых телеметрических систем и других новшеств в артиллерии.

## Биография
Родился в 1845 г. в Стокгольме. В 1866 г. он окончил Технологический институт и начал свою военную карьеру. Позднее был переведён сначала в Военный институт, а затем назначен в Генеральный штаб. В 1887 г. создал своё первое изобретение — дальномер. В дальнейшем запатентовал серию новшеств к автоматической винтовке.
В конце 80-х годов XIX в. Унге заинтересовался артиллерией; он рассматривал применение ракет как возможный путь для развития артиллерии и использования нового высокоэффективного нитроглицерина в качестве боеголовки артиллерийских снарядов.
В 1891 г. Унге познакомился с Альфредом Нобелем, который заинтересовался его идеями. В 1892 г. Унге создал, на паритетных началах с Нобелем и шведским королём, компанию «Марс». Главной задачей деятельности этой компании были разработка, изготовление и продажа изобретений капитана В. Т. Унге. В результате тесного сотрудничества Унге с Нобелем компания на деле вскоре переросла в мастерскую для практического воплощения его идей. Вся эта работа финансировалась Нобелем до самой его смерти в 1896 г., а затем в течение ещё пяти лет велась за счёт имущества покойного. В течение первых пяти лет Нобель вложил в предприятие «Марс» около 20 тысяч долларов.
За время сотрудничества Унге изготовлял и испытывал ракеты, запускаемые из артиллерийского орудия (прообраз активно-реактивного снаряда), усовершенствовал вращающиеся ракеты Гейла, 12 сентября 1896 года впервые запустил ракету на баллиститном топливе, в 1896—1897 гг. впервые применил в ракетной технике изобретенное десятилетием раньше сопло Лаваля (после чего Лаваль присоединился к компании «Марс»), однако впоследствии вернулся к чёрному пороху.
Вильгельм Теодор Унге, закончив службу в армии в чине подполковника, умер в 1915 г. Впоследствии, в 1917 г. компания «Марс», возглавляемая его сыновьями, пришла в упадок и в 1922 г. была ликвидирована.